# Agreste Potiguar (microrégion)
Cet article concerne la microrégion. Pour la mésorégion, voir Agreste Potiguar.

Localisation de la microrégion de l'agreste Potiguar

L'Agreste Potiguar est l'une des trois microrégions qui subdivisent la mésorégion du même nom, dans le Rio Grande do Norte (Brésil).
Elle comporte 22 municipalités qui regroupaient 223 004 habitants en 2006, pour une superficie totale de 3 488 km2.

## Municipalités
Municipalités
- Bom Jesus
- Brejinho
- Ielmo Marinho
- Januário Cicco
- Jundiá
- Lagoa d'Anta
- Lagoa de Pedras
- Lagoa Salgada
- Monte Alegre
- Nova Cruz
- Passa e Fica
- Passagem
- Presidente Juscelino
- Riachuelo
- Santa Maria
- Santo Antônio
- São Paulo do Potengi
- São Pedro
- Senador Elói de Souza
- Serrinha
- Várzea
- Vera Cruz